# Шостаково (Николаевская область)
Шостаково (укр. Шостакове) — село в Николаевском районе Николаевской области Украины.
Население по переписи 2001 года составляло 650 человек. Почтовый индекс — 57110. Телефонный код — 512.

## Местный совет
57110, Николаевская обл., Николаевский р-н, с. Шостаково, ул. Центральная, 45, тел. 38-95-41